# Гонгофер
«Гонго́фер» — российский мистический фильм с элементами чёрной комедии, а также абсурда и некрореализма, снятый режиссёром Бахытом Килибаевым по сюжету Петра Луцика.

## Сюжет
«Жил-был на свете казак Колька Смагин — высокий, красивый, глаза карие. До двадцати пяти лет глаза карие были, а потом ему их поменяли на голубые. Вы спросите, как на голубые? Как поменяли? Про то и история».
Компания казаков под предводительством Зарубина (Виктор Степанов) приезжает в Москву на сельскохозяйственную выставку, чтобы купить племенного быка. Им попадается Старичок Степаныч (Касым Жакибаев), знающий толк в крупном рогатом скоте. Во время прогулки по выставке казаки наблюдают диковинного вепря — Гонгофера, которого привезли в Россию из Нидерландов «породу улучшать». В делегации, сопровождающей Гонгофера, казаки замечают Ганну (Екатерина Кмит). Больше всех сражён чарами Ганны молодой казак Колька Смагин (Иван Мартынов).
Купив быка и как следует отпраздновав удачную покупку, казаки собираются уезжать на родину. На вокзале во всеобщей суете и давке им едва удаётся купить билеты. Ночь заканчивается в ожидании поезда. Тем временем к сидящему на ступенях вокзала Кольке подъезжает лимузин. Сидящая в нём Ганна приглашает Смагина ехать с ней. Смагин соглашается. Лимузин привозит их на квартиру к Ганне. Во время любовных утех забывшемуся в неге Кольке кажется, что Ганна вынимает у него глаза.
Наутро, опаздывая на поезд, Смагин мчится на вокзал. Уже в вагоне он обнаруживает, что вчерашнее видение оказалось правдой. Его родные карие глаза заменены на чужие, голубого цвета.
Приехав домой, Колька ударяется в запой такой страшной силы, что пугает своими криками односельчан. Зарубин понимает, что молодого казака надо выручать. И вот, затянув ремни, захватив тесак и нехитрый запас провианта, Зарубин и Смагин идут в поход на Москву…
Город встречает их нерадушно, словно за это время он превратился в место, полное уродливых подворотен, в которых скрываются соглядатаи, жуткие сторожа и ведьмы… Побродив день по Москве, Смагин и Зарубин решают ехать домой. В ожидании поезда, Колька, по наитию, «почуяв» что-то, бросается преследовать Старуху-уборщицу (Раса Торнау). Она оказывается подручной ведьмы-Ганны. И перед тем как броситься под колёса проезжающего электровоза, старуха рассказывает Смагину, что тот вернёт глаза, только когда убьёт Гонгофера, вырвет и съест его сердце. Казаки отправляются на ВДНХ исполнять предсмертный наказ старухи. В жестокой схватке они убивают зверя, который теперь уже больше походит на адского демона, Смагин вырезает его сердце и съедает.
В этот момент их обнаруживает сторож павильона, который, оказавшись также в сговоре с тёмными силами, зовёт охрану и спускает собак на Смагина и Зарубина. Те едва отрываются от погони, в самый последний момент вскочив в такси. В кармане у Кольки обнаруживается зеркальце Старухи-уборщицы, которое во время драки с Гонгофером треснуло, образовав карту Москвы. Таксист по имени Иван Петрович Гонгофер везёт их в указанное на карте место — Чертаново.
Однако в Чертанове казаков ожидает сюрприз — в квартире вместо Ганны проживают две старухи. Они пытаются обмануть казаков, рассказывая, что кроме них здесь никто не живёт. Однако, увидев в дверном проёме двух собак Ганны — дога и болонку, Смагин понимает, что их пытаются обвести вокруг пальца. Казаки штурмом берут квартиру. Старухи, обернувшись жуткими тварями, оказывают непрошеным гостям достойное сопротивление, но в итоге гибнут от тесака Зарубина.
Зарубин решает оставаться в квартире до тех пор, пока в неё не пожалует Ганна. Заодно он скармливает трупы старух собакам. Очень скоро обитателей квартиры начинает мучить голод. Колька и его дядька доедают последний хлеб. Во время игры в карты Смагин обнаруживает, что Зарубин жульничает, конфликт прерывает бросившийся на них озверевший от голода дог. Зарубин убивает его и скармливает тушу убитого пса болонке.
Смагин видит в окно, как к дому подтягиваются толпы одинаково себя ведущих людей. Казаки готовятся к осаде, но гулкие и мрачные голоса требуют отдать им болонку в обмен на жизни самих казаков. Зарубин не выдерживает психологического давления и, вопреки просьбе Смагина, приоткрыв дверь, выпускает собаку за порог.
Смагин и Зарубин оказываются на ступенях Казанского вокзала. Дядька уговаривает молодого казака плюнуть на всё и убираться из столицы — благо они живы остались. В то самое время, когда казаки бегут к поезду, Кольку настигает толпа, валит на асфальт и вспарывает живот ножом очень странной формы. Последнее, что видит Смагин — Ганна, которая склоняется над ним, говорит, что зря казаки отдали болонку, а затем признаётся казаку в любви.
Выясняется, что всю эту историю рассказывает один из казаков, собравшихся за столом. Тут же принимают участие в застолье Зарубин и живой Колька Смагин. Рассказчик говорит о том, что когда-то заблудившись в степи, обнаружил там памятник космонавту Волкову, излучающий из глаз красный свет и испускающий странное гудение. Рассказчик якобы приложился к памятнику ухом — послушать гул — и в результате, после того как он выбрался, ухо стало увеличиваться день ото дня. В качестве доказательства рассказчик стаскивает платок, обёрнутый вокруг головы и являет удивлённым слушателям ухо огромных размеров (что, в свою очередь, подталкивает зрителя к мысли о том, что история Кольки Смагина была вовсе не выдумкой).
Все танцуют на фоне набережной Москва-реки под песню «Северное Буги» в исполнении группы «Ноль».

## В ролях
- Иван Мартынов — Колька Смагин
- Виктор Степанов — Василий Николаевич Зарубин, дядя Кольки
- Екатерина Кмит — Ганна
- Юрий Цурило — телохранитель Ганны
- Мария Виноградова — Старуха в квартире
- Александр Трофимов — старичок в квартире
- Касым Жакибаев — старичок Степаныч
- Владимир Тимофеев — Чекмарев
- Евгений Зернов — таксист
- Раса Торнау — уборщица на вокзале

## Фестивали и награды
- 1993 — «Кинотавр» — специальный приз жюри (авторское кино)
- 1993 — «Золотой овен» — премия за лучший сценарий (П. Луцик и А. Саморядов)
- Диплом Конфедерации СК сценаристам (П. Луцик и А. Саморядов, вкупе со сценариями фильмов «Дети чугунных богов» и «Дюба-Дюба»)

## Саундтрек
Композитором фильма выступил солист группы «Ноль» Фёдор Чистяков. Специально для фильма была написана песня «Барыня». Участие группы в саундтреке «Гонгофера» — следствие увлечения музыкой группы режиссёра фильма. Большинство из песен взяты с альбома «Северное буги».
- Ноль — Журавель
- Ноль — Имя
- Ноль — Инвалид Нулевой Группы
- Ноль — Любовь
- Ноль — Привет (Брайануино)
- Ноль — Барыня
- Ноль — Школа Жизни
- Ноль — Полёт На Луну
- Ноль — Северное Буги

## Факты
- Несмотря на надпись в титрах «впервые на экране», Иван Мартынов на тот момент снялся в двух полноформатных фильмах.
- Рекламные плакаты фильма (на каждом из которых был логотип МММ) были большого размера и размещены в хорошо видных местах, в частности, у выходов и переходов московского метрополитена. На плакате, изображавшем чудовищного кабана, нависшего над столицей, было написано: «Сон, который увидят все». Второй плакат представлял собой изображение кабана с клыками, обагрёнными кровью, и надписью: «Гонгофер идёт к вам!». Даты релиза и дополнительные данные о фильме на плакатах не сообщались[1].
- Килибаев хотел использовать данные собственного гороскопа для продвижения фильма. Это было связано с тем, чтобы лишний раз подчеркнуть мистику фильма.
- Имя голландского кабана Гонгофера ничего не значит и никак не переводится на русский язык.
- Положительные герои фильма всякий раз пьют из закопчённых или грязных стаканов. И наоборот — посуда отрицательных героев чиста и прозрачна.
- В финальной сцене на коленях одного из персонажей, сидящих за столом, можно видеть «отданную» болонку.
- Режиссёр фильма Бахыт Килибаев позже поставил все рекламные ролики фонда МММ. Фильм также был снят на деньги, выданные фондом. Логотип фонда — три литеры «М» в овале — иногда появляется в кадре.
- Художник-постановщик фильма Алексей Розенберг после съёмок «Гонгофера», как и Бахыт Килибаев, вплотную занялся рекламой. Художественных фильмов Килибаев больше не снимал.
- По просьбе Килибаева Сергей Мавроди сначала выделил деньги «только на плёнку». Выданная сумма равнялась 30 000 рублей. Она и стала бюджетом фильма.
- Екатерина Кмит получила за съёмки в фильме 7 тысяч рублей[2].
- На конец октября 2023 года фильм не выпущен официально ни на видео, ни на DVD, однако доступен к просмотру на YouTube в качестве 4K[3]. Саундтрек фильма также не вышел в свет.